# Vol China Southern Airlines 3456
Le 8 mai 1997, un Boeing 737-300 effectuant le vol China Southern Airlines 3456, un vol intérieur régulier entre l'aéroport international de Chongqing-Jiangbei et l'aéroport de Shenzhen Huangtian, s'est écrasé lors de la deuxième tentative d'atterrissage lors d'un orage, faisant 35 morts et 9 blessés parmi les 74 personnes à bord de l'appareil.

## Avion et équipage
L'appareil impliqué est un Boeing 737-31B, immatriculé B-2925 (numéro de série 27288/2577). Cet avion, propulsé par deux turboréacteurs CFM International CFM56-3C1, a été livré neuf à China Southern Airlines le 2 février 1994 et a cumulé plus de 8 500 heures de vol avant l'accident.
Le commandant de bord, Lin Yougui (45 ans), totalisait plus de 12 700 heures de vol, dont 9 100 heures en tant qu'opérateur radio et 3 600 heures en tant que pilote. Le copilote, Kong Dexin (36 ans), comptait plus de 15 500 heures de vol, dont 11 200 heures en tant qu'ingénieur de vol et 4 300 heures en tant que pilote.

## Météo
Les conditions météorologiques signalées par l'aéroport de Shenzhen, entre 17 h 00 le 8 mai et 2 h 00 le 9 mai, étaient les suivantes : vent du 170° à 14 nœuds (25 km/h) avec de la pluie, visibilité de 20 000 pieds (6 000 m), ciel couvert à 4 900 pieds (1 500 m), rafales à 29 nœuds (54 km/h), avec possibilité d'un orage.
Le 8 mai, à 18 h 00, une alerte météo a été émise, indiquant aux aéroports, aux contrôles aériens et aux compagnies aériennes qu'un orage accompagné de vents violents était à prévoir. À 21 h 33, les conditions météorologiques enregistrées étaient les suivantes : vent du 290° à 14 nœuds (25 km/h), visibilité de 6 600 pieds (2 000 m), averses, nuages bas à 690 pieds (210 m), cumulonimbus à 3 900 pieds (1 200 m) et température de 73 °F (23 °C).

## Accident
Le vol 3456 décolle de l'aéroport international de Chongqing-Jiangbei à 19 h 45, heure locale (UTC+08:00), et devait arriver à l'aéroport de Shenzhen Huangtian à 21 h 30. À 21 h 07, le contrôleur d'approche de l'aéroport de Shenzhen autorise le 737 à entamer son approche vers la piste 33. Dix minutes plus tard, la contrôle aérien (ATC) informe l'équipage : « Fortes pluies en finale ; signaler-vous lors du repérage de la piste ».
À 21 h 18, l'équipage déclare avoir entamer une approche ILS. Il informe ensuite l'ATC qu'il a repéré les feux d'approche et le contrôleur autorise l'avion à atterrir. Le contrôleur voit les phares d'atterrissage du 737, mais celui-ci n'est pas visible à cause de la pluie. À 21 h 19, le vol 3456 atterrit au sud de la piste, rebondit à trois reprises et endommage le train d'atterrissage avant, ainsi que plusieurs systèmes hydrauliques et les volets. L'équipage a alors décidé d'effectué une remise des gaz.
Le 737 a effectué un virage à gauche en montée jusqu'à 3 900 pieds (1 200 m). Il a été demandé à l'équipage d'allumer son transpondeur pour indiquer sa position à l'ATC, mais le radar secondaire de l'aéroport n'a reçu aucun signal en provenance de ce vol, indiquant que le transpondeur de l'avion était éteint. À 21 h 23, l'équipage du vol 3456 a informé l'ATC qu'il se trouvait en vent arrière et lui a demandé de dégager les autres avions de l'espace aérien pour permettre un nouvel atterrissage.
À 21 h 24, l'équipage a déclaré une urgence et a demandé à nouveau l'autorisation d'entamer son approche. À ce moment, les alarmes principales, celles de la pression hydraulique et du train d'atterrissage, se sont déclenchées dans le poste de pilotage. L'équipage a ensuite demandé une assistance d'urgence complète de l'aéroport. L'avion a ensuite fait demi-tour, indiquant qu'il atterrirait en direction du sud, ce qui a été approuvé par l'ATC. À 21 h 28, le 737 a violement dérapé hors de la piste, s'est disloqué en trois morceaux avant de prendre rapidement feu.

## Victimes
Le vol 3456 transportait 65 passagers (dont 42 chinois, 21 thaïlandais, un taïwanais et un hongkongais) et 9 membres d'équipage, tous de nationalité chinoise. On dénombre 33 passagers et deux membres d'équipage tués lors de l'accident : 19 chinois (dont les deux membres d'équipage) et 16 thaïlandais. On dénombre également 9 blessés parmi les 39 survivants.
| Nationalité | Passagers | Équipage | Total |
| ----------- | --------- | -------- | ----- |
| Chine       | 42        | 9        | 51    |
| Thaïlande   | 21        | 0        | 21    |
| Taïwan      | 1         | 0        | 1     |
| Hong Kong   | 1         | 0        | 1     |
| Total       | 65        | 9        | 74    |

## Lieu du crash
La première tentative d'atterrissage s'est déroulée en direction du nord. Des débris du train d'atterrissage avant ont été retrouvés éparpillés près de l'extrémité sud de la piste 33, indiquant que le pneu avant gauche a explosé lors du premier atterrissage. D'autres débris de l'avion ont également été retrouvés sur la piste.
La deuxième tentative d'atterrissage s'est déroulée en direction du sud. Une rayure superficielle nette, laissée par le fuselage du 737, a été constatée à 1 401 pieds (427 m) du seuil de la piste. L'avion s'est désintégré après avoir glissé sur environ 2 000 pieds (600 m) en travers de la piste et a pris feu. La partie centrale du fuselage et le bord de fuite de l'aile droite ont subi les dégâts les plus importants.
La partie avant du fuselage, avec le nez pointé vers le nord, était partiellement endommagée, mais aucun signe d'incendie n'a été repéré. Une importante quantité de boue s'est accumulée dans le cockpit, déformé lors de l'impact final. La partie arrière était relativement intacte et était la seule à ne pas avoir été détruite. Le train principal gauche et le moteur droit ont été retrouvés éparpillés sur le côté gauche de la piste 33.

## Conséquences
Le numéro de vol CZ3456 est toujours utilisé par China Southern Airlines pour la liaison Chongqing-Shenzhen, mais il est désormais desservi par un Airbus A320 ou un Boeing 737 Next Generation.